# Lawrenceville (Georgia)
Lawrenceville es una ciudad ubicada en el condado de Gwinnett en el estado estadounidense de Georgia. En el censo de 2000, su población era de 22.397.

## Demografía
En el 2000 la renta per cápita promedia del hogar era de $43,299, y el ingreso promedio para una familia era de $48,557. El ingreso per cápita para la localidad era de $19,649. Los hombres tenían un ingreso per cápita de $34,263 contra $26,903 para las mujeres.

## Geografía
Lawrenceville se encuentra ubicado en las coordenadas 33°57′11″N 83°59′33″O / 33.95306, -83.99250 (33.953052, -83.992469).
Según la Oficina del Censo, la localidad tiene un área total de 33,7 km² (13,0 mi²), de la cual 33,6 km² (13,0 mi²) es tierra y 0,1 km² (0 mi²) (0.70%) es agua.